# 杭州采芝斋
杭州采芝斋，在杭州当地通称采芝斋，是杭州的一家糕点类食品店，为中华人民共和国商务部认定的“中华老字号”。

## 历史
杭州采芝斋始创于1928年。创始人金智轩是苏州人，在杭州经营丝绸生意，因爱吃糖果、茶食，常去稻香村购买，于是逐渐了解行情，遂决定自己开办食品商店。门店最初设在延龄路，专供零售，售卖苏式糖果、糕点、蜜饯、炒货、卤味等。数年之内，就成为杭州的行业龙头。
金智轩最初创店时，因售卖苏式糖果糕点，又与苏州采芝斋金家是本家，因此选用颇有名气的“采芝斋”作为名号。几年之后，苏州采芝斋负责人金杏荪起诉杭州采芝斋盗用已经申报注册过的牌号。杭州采芝斋则称苏州采芝斋的注册和专用范围仅限于江苏。官司打到南京最高法院，最终由金氏族内耆老出面调停，金智轩向金杏荪赔礼道歉，聘为名誉董事，杭州采芝斋可保留牌号继续经营。
日本侵华战争全面爆发后，金智轩举家内迁，杭州采芝斋惨淡经营，直到战后仍无起色。1950年，金智轩将采芝斋出售给五味和茶食号业主汪德孚。三大改造中，采芝斋转为公私合营。之后二十多年中，先后更名为工农兵食品商店、东方红食品商店、益民食品商店。
改革开放后，杭州采芝斋恢复牌号。目前既贩卖南乳方、司考、袜底酥等散装现制糕饼，也销售西湖酥、绿豆糕、牛轧糖等礼盒装点心。其西湖藕粉质量上佳，中秋节前后供应的榨菜鲜肉月饼则为拳头产品。:203-204 延安路总店已辟为商场，除经营自家产品外还吸纳上海哈尔滨等食品店入驻，此外还在杭州主城区内开设多家分店。2011年，中华人民共和国商务部认定杭州采芝斋为中华老字号。:401